# 台北智慧城市專案辦公室
「臺北智慧城市專案辦公室」(TPMO)目的是以協助臺北市打造智慧城市創新媒合平台為主，期望以智慧方案解決市民需求。
台北市政府自2016年3月20日起，啟動Smarttaipei計畫 ，主要的計畫目標是協助臺北市打造智慧城市創新媒合平台，而其核心概念是改變市府文化能夠接受新概念與新想法，而「臺北智慧城市專案辦公室」即扮演此計畫推動單位。
目前Smarttaipei計畫有三大功能
分別是Top-Down 、Bottom-up 與 公民參與三個主要項目，特別是Bottom-up部分，透過產業提案至TPMO，在TPMO的協助下形成所謂的POC(proof of concept)實驗計畫，目前約有150 PoC Project 被建立, 計畫完成率約 34%. 
Dr. Chen-Yu Lee, 是TPMO的Director是主要的計畫執行主持人.
與一般由上而下的城市規劃不同，臺北智慧城市專案辦公室主要訴求為市民參與及公私部門協力，以由下而上的方式應用創新科技與資料來解決市民的問題。在組織設定上並無限制主軸與特定領域，主要訴求是:讓有興趣的產業來實驗，打造臺北市為「living lab」。

## 運作模式
臺北智慧城市專案辦公室相關功能包含有

Top-Down 、Button-up 與 公民參與

## 外部連結
- .   [2016-09-08]. （原始内容存档于2020-08-11）.